# Charles Cumont
Jean Charles François Théophile Pascal Cumont, ook Cumont-De Clercq (Oisemont, Frankrijk, 11 mei 1791 - Aalst, 10 juli 1864) was een Belgisch industrieel en politicus voor de Liberale Partij.

## Biografie

### Familie
Charles Cumont was een zoon van de ontvanger van de registratie Jean-Baptiste Cumont (1750-1824) en Anne Thérèse Dorothée Vatblé (1769-1819) en groeide op in Oisemont onder de Eerste Franse Republiek.
Net als heel wat andere Fransen vestigde Cumont zich in België tijdens de Franse Tijd in België (1794-1814). Hij trouwde op 1 mei 1816 met Jeanne Declercq (1794-1880) waarmee hij vier kinderen had. Ze kregen drie zoons en een dochter.
- Émile Cumont (1817-1885), trouwde met Adèle De Boë, hertrouwde met Amélie Van der Noot (1830-1879), dochter van baron Frederik Van der Noot, burgemeester van Aalst, en hertrouwde met haar nicht Nathalie Van der Noot de Moorsel (1837-1929), dochter van baron Antoine Van der Noot de Moorsel, burgemeester van Moorsel en provincieraadslid van Oost-Vlaanderen. Hij kreeg een zoon uit zijn laatste huwelijk, maar zonder nakomelingen.
- Émilie Cumont (1819-1880), trouwde in 1845 met Odilon de Craecker, consul-generaal in Hamburg. Ze kregen een dochter die trouwde met een zoon van Jean-Baptiste Nothomb, met afstammelingen tot heden.
- Valéry Cumont (°1823), trouwde in 1851 met Irma de Craecker (1821-1912). Ze kregen twee zoons en een dochter, met afstammelingen tot heden.
- Florent Cumont (1830-1912), trouwde in 1859 in Brussel met Marie-Charlotte Faider (1837-1890), dochter van Charles Faider, procureur-generaal bij het Hof van Cassatie en minister van Justitie. Ze kregen zes zoons en twee dochters, waaronder Franz Cumont, met afstammelingen tot heden.

### Loopbaan
Vanaf 1840 speelde Cumont een rol in Aalst. Zo was hij, meestal tot aan zijn overlijden, betrokken bij allerhande activiteiten. Zo was hij bestuurslid van de Rijksmiddelbare school voor jongens (1851-1864), van de Berg van Barmhartigheid (1854-1864) en van de Muziekschool in Aalst (1859-1864). Tevens was hij lid van de Hoge Raad voor Industrie en Handel (1859-1864) en voorzitter van de Kamer van Koophandel (1842-1864), het bestuur van de Burgerlijke godshuizen in Aalst (1852-1864) en de Handelsrechtbank (1858-1860).
De maatschappelijke opgang van Cumont was het gevolg van zijn industriële activiteiten. Hij was eigenaar van een fabriek van tweern (tweedraadsgaren) en linnen. Hij was ook handelaar in hop.
In 1831 was hij kandidaat bij de gemeenteraadsverkiezingen in Aalst, maar dit werd geen succes. In 1848 raakte hij wel verkozen; van dat jaar tot aan zijn dood was hij gemeenteraadslid van Aalst. Hij werd ook verkozen tot liberaal volksvertegenwoordiger voor het arrondissement Aalst: van 1848 tot 1852 en van 1861 tot aan zijn dood. Reeds tijdens zijn ziekte was er een politieke crisis door de krappe liberale meerderheid in de Kamer; zijn dood ontlokte definitief het einde van de liberale meerderheid, waardoor de Kamer ontbonden werd en verkiezingen werden uitgeschreven voor 11 augustus 1864.